# Championnat de Malaisie de football 1986
Navigation
Saison 1985 Saison 1987
La saison 1986 du Championnat de Malaisie de football est la cinquième édition de la première division en Malaisie. Le championnat n'est en fait qu'une phase qualificative pour une compétition plus prestigieuse, la Coupe de Malaisie. Les seize clubs engagés affrontent une seule fois leurs adversaires et seuls les huit premiers se qualifient pour la phase finale de la Coupe de Malaisie, disputée sous forme de matchs à élimination directe.
C'est le club de Kuala Lumpur FA (anciennement Federal Territory FA) qui termine en tête du classement et qui remporte donc le titre officiel de champion de Malaisie. C'est le premier titre de l'histoire du club.
Deux équipes étrangères, une composée de joueurs brunéiens et une autre de joueurs de Singapour, participent également à la compétition.

## Les clubs participants
| - Singapour Lions - Penang FA - Kelantan FA - Kedah FA - Pahang FA - Selangor FA - Brunei FA - Kuala Lumpur FA | - Johor FA - Melaka FA - Perlis FA - Sarawak FA - Negeri Sembilan FA - Terengganu FA - Perak FA - ATM FA |

## Compétition
Le barème de points servant à établir le classement se décompose ainsi :
- Victoire : 3 points
- Match nul : 1 point
- Défaite : 0 point

### Classement
| Rang | Équipe             | Pts | J  | G | N | P | Bp | Bc | Diff |
| ---- | ------------------ | --- | -- | - | - | - | -- | -- | ---- |
| 1    | Kuala Lumpur FA    | 38  | 15 |   |   |   |    |    |      |
| 2    | Singapour LionsT   | 36  | 15 |   |   |   |    |    |      |
| 3    | Selangor FA        | 31  | 15 |   |   |   |    |    |      |
| 4    | Pahang FA          | 28  | 15 |   |   |   |    |    |      |
| 5    | Johor FA           | 25  | 15 |   |   |   |    |    |      |
| 6    | Terengganu FA      | 25  | 15 |   |   |   |    |    |      |
| 7    | Kedah FA           | 21  | 15 |   |   |   |    |    |      |
| 8    | Kelantan FA        | 20  | 15 |   |   |   |    |    |      |
| 9    | Sarawak FA         | 18  | 15 |   |   |   |    |    |      |
| 10   | ATM FA             | 16  | 15 |   |   |   |    |    |      |
| 11   | Penang FA          | 14  | 15 |   |   |   |    |    |      |
| 12   | Negeri Sembilan FA | 14  | 15 |   |   |   |    |    |      |
| 13   | Perak FA           | 14  | 15 |   |   |   |    |    |      |
| 14   | Melaka FA          | 14  | 15 |   |   |   |    |    |      |
| 15   | Perlis FA          | 13  | 15 |   |   |   |    |    |      |
| 16   | Brunei FA          | 10  | 15 |   |   |   |    |    |      |

|  | Qualification pour la Coupe d'Asie des clubs champions 1987-1988 Qualification pour la phase finale de la Coupe de Malaisie |
|  | Qualification pour la phase finale de la Coupe de Malaisie                                                                  |
|  | T : Tenant du titre |

## Bilan de la saison
| Championnat de Malaisie de football 1986   |                             |
| Champion                                   | Kuala Lumpur FA (1er titre) |
| Qualifications continentales               |                             |
| Coupe d'Asie des clubs champions 1987-1988 | Kuala Lumpur FA             |